# Burg Freudenberg (Bassum)
Die Burg Freudenberg ist eine mittelalterliche Niederungsburg am westlichen Ortsrand von Bassum, einer Kleinstadt im Landkreis Diepholz in Niedersachsen.
Das Ensemble ist ein Baudenkmal in Bassum.

## Anlage

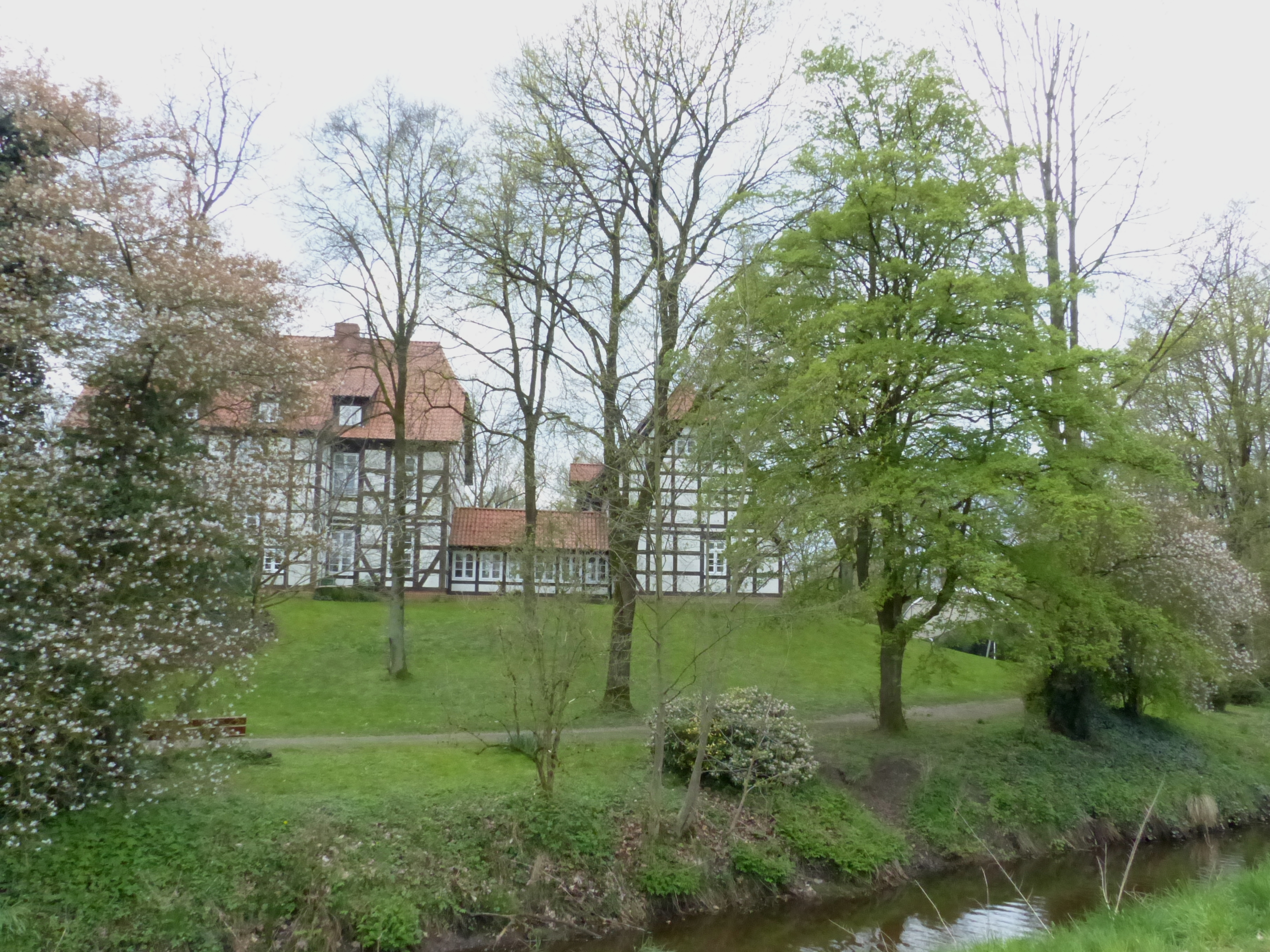
Burggraben und Burghügel mit Fachwerkhäusern von Osten

Die Burg Freudenberg wurde vermutlich als so genannte Motte (Turmhügelburg) so angelegt, dass auf einer von einem Wassergraben umgebenen Warft ein wehrhafter, bewohnter Turm entstand. Später vergrößerte man für militärische oder andere Zwecke die Anlage und erweiterte den Befestigungsring durch neue Gräben.

## Geschichte
Das „Slot“ Freudenberg wird 1384 im Besitz der Grafen von Niederhoya zuerst urkundlich erwähnt. Die älteste Schreibweise des Namens ist „Vroydenbergh“. Der Name Freudenberg bezieht sich auf den „mons gaudii“ bei Jerusalem, der einen Namensvetter vor Rom besaß. Eine Datierung in die Zeit der Kreuzzüge erscheint somit als wahrscheinlich, zumal die in der Kreuzzugsbewegung aktiven Grafen von Oldenburg-Wildeshausen zu dieser Zeit Vögte des Stiftes Bassum waren. Anhand weiterer historischer Indizien kann der Zeitraum für die Erbauung auf die Jahre zwischen 1209 und 1213 eingegrenzt werden. Diese erste Burganlage wird unter dem Namen „Alte Freudenberg“ aber erst 1530 und 1582 in den Schriftquellen erwähnt. Sie lag ungefähr auf halber Strecke zwischen dem heutigen Amtshaus und dem Stift Bassum. Bisher sind keine Spuren von ihr bekannt.
Diese Burg wurde dann wahrscheinlich im letzten Viertel des 13. Jahrhunderts durch die damaligen Stiftsvögte, den Grafen von Altbruchhausen, in den Bereich des heutigen Amtshauses verlegt. Mit dem Verkauf der Grafschaft Altbruchhausen an die Grafen von Hoya 1338 ist die Burg an dieses Geschlecht gelangt, die sie als Grenzburg gegen das Bistum Bremen nutzten. Sie blieb aber im Gegensatz zu anderen Grenzburgen der Grafen von Hoya relativ unbedeutend und diente vor allem als Sitz eines Vogtes und später eines Amtmanns.
Nach dem Aussterben der Grafen von Hoya (1582) mussten der Flecken Freudenberg und die Freudenburg eine wechselhafte Geschichte über sich ergehen lassen. Durch Kriege, Verpfändungen und Streitigkeiten kam es zu häufigem Besitzerwechsel. Im Laufe der Jahre haben die Gebäude, je nach den Wünschen der Bewohner, manche Veränderungen erfahren. Im 17. Jh. ist das Schloss verfallen und schließlich abgerissen worden. Heute steht nur noch das Amtshaus, ein zweigeschossiger Fachwerkbau mit Mittelrisalit aus dem 17. Jh. Ein angebauter Flügel ist heute stark verändert. Südlich davon befindet sich das sogenannte „Verlies“ – das ehemalige Amtsschreiberhaus – mit einem Untergeschoss aus Backstein, das in das Ende des 13. Jhs. datiert wird.

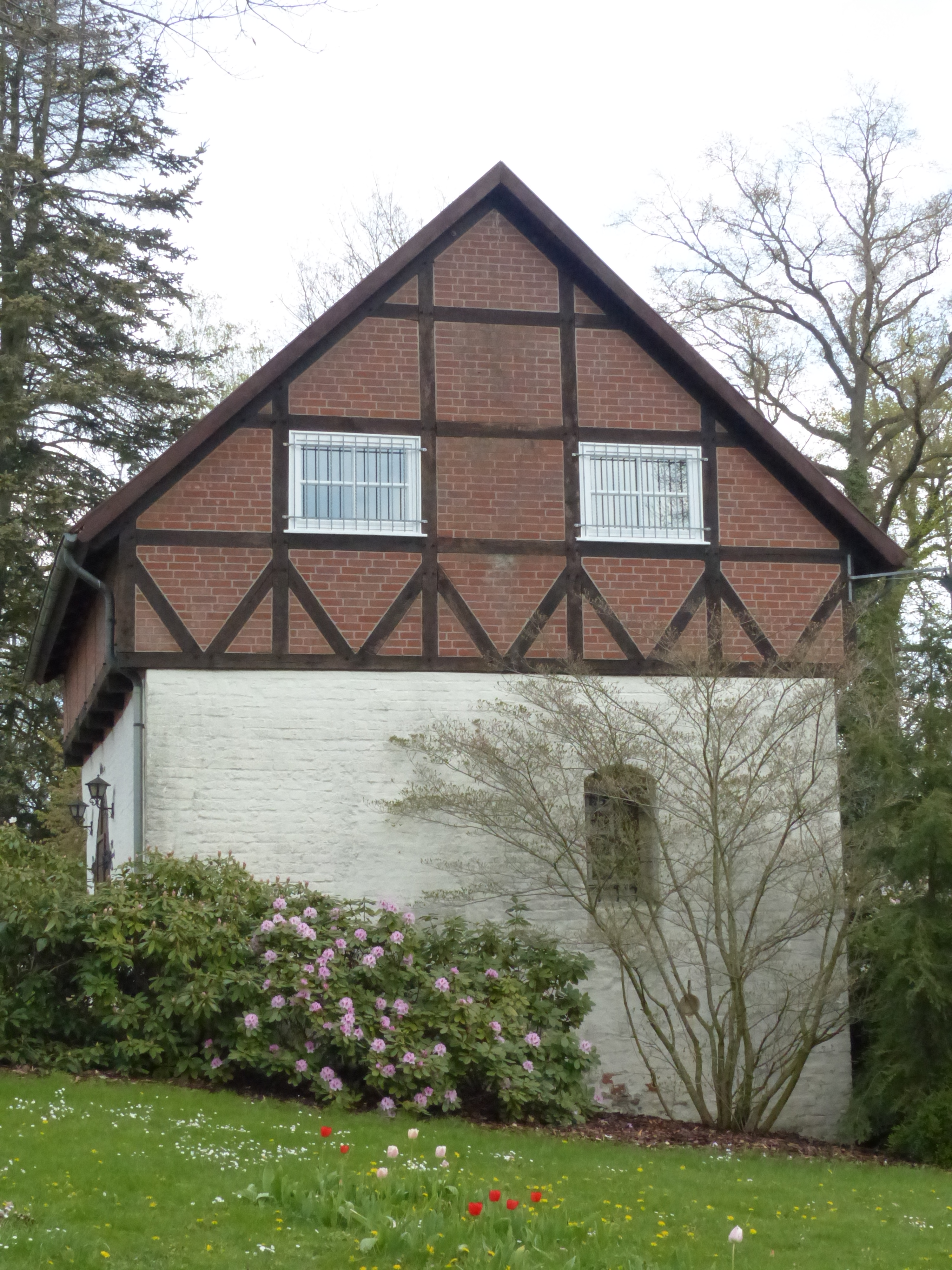
Sogenanntes Verlies mit Unterbau aus Backstein

Von 1852 bis 1974 diente die Burg Freudenburg als Sitz des Amtsgerichts Freudenberg (ab 1879: Amtsgericht Bassum).
1967 hat die Stadt Bassum das ganze zur Freudenburg gehörende Gelände mit den Gebäuden vom Land Niedersachsen übernommen. Die Gebäude wurden renoviert und ein landschaftlich schöner Park angelegt. Ein 9 × 5 m großes Gebäude wurde dem Heimatverein als Heimatstube übergeben.
Seit 1993 wird die Freudenburg vom Landkreis Diepholz und seiner Volkshochschule als Seminar- und Tagungshaus genutzt. Seit Erweiterung um das sanierte Vorwerk im Jahre 2009 bietet sie Veranstaltungsraum für 70 Personen. Für Übernachtungen stehen 24 Zimmer mit 35 Betten zur Verfügung.